# Dysschema ultima
Dysschema ultima là một loài bướm đêm thuộc phân họ Arctiinae, họ Erebidae.